# Sainte-Florine
Sainte-Florine è un comune francese di 3 234 abitanti situato nel dipartimento dell'Alta Loira della regione dell'Alvernia-Rodano-Alpi.

## Società

### Evoluzione demografica
Abitanti censiti